# Elia Bastianoni
Elia Antonio Bastianoni (* 18. April 1991 in Santa Margherita Ligure) ist ein italienischer ehemaliger Fußballspieler auf der Torwartposition.

## Karriere
Bastianoni begann seine Karriere bei ASD Sarzanese. Nach guten Leistungen dort wurde er 2010 vom FC Carpi verpflichtet. Dort konnte er sich in seiner ersten Saison als Stammtorhüter etablieren konnte. Da er in der Zweiten aber zu zehn Einsätzen weniger als in der Vorsaison kam,  wechselte er  2012 zum AS Varese 1910, wo er zwar zu Einsätzen kam, sich aber nie wirklich einen Platz in der Startelf erarbeiten konnte. Zur Saison 2014/15 wurde Bastianoni an den AS Livorno verliehen, wo er allerdings noch kein einziges Ligaspiel bestritt.